# Bundesstrasse 191
Bundesstrasse 191 är en 210 kilometer lång förbundsväg i norra Tyskland. Vägen  går igenom förbundsländerna Niedersachsen och Mecklenburg-Vorpommern. Förbundsvägen börjar i staden Celle och slutar i Plau am See.

## Externa länkar

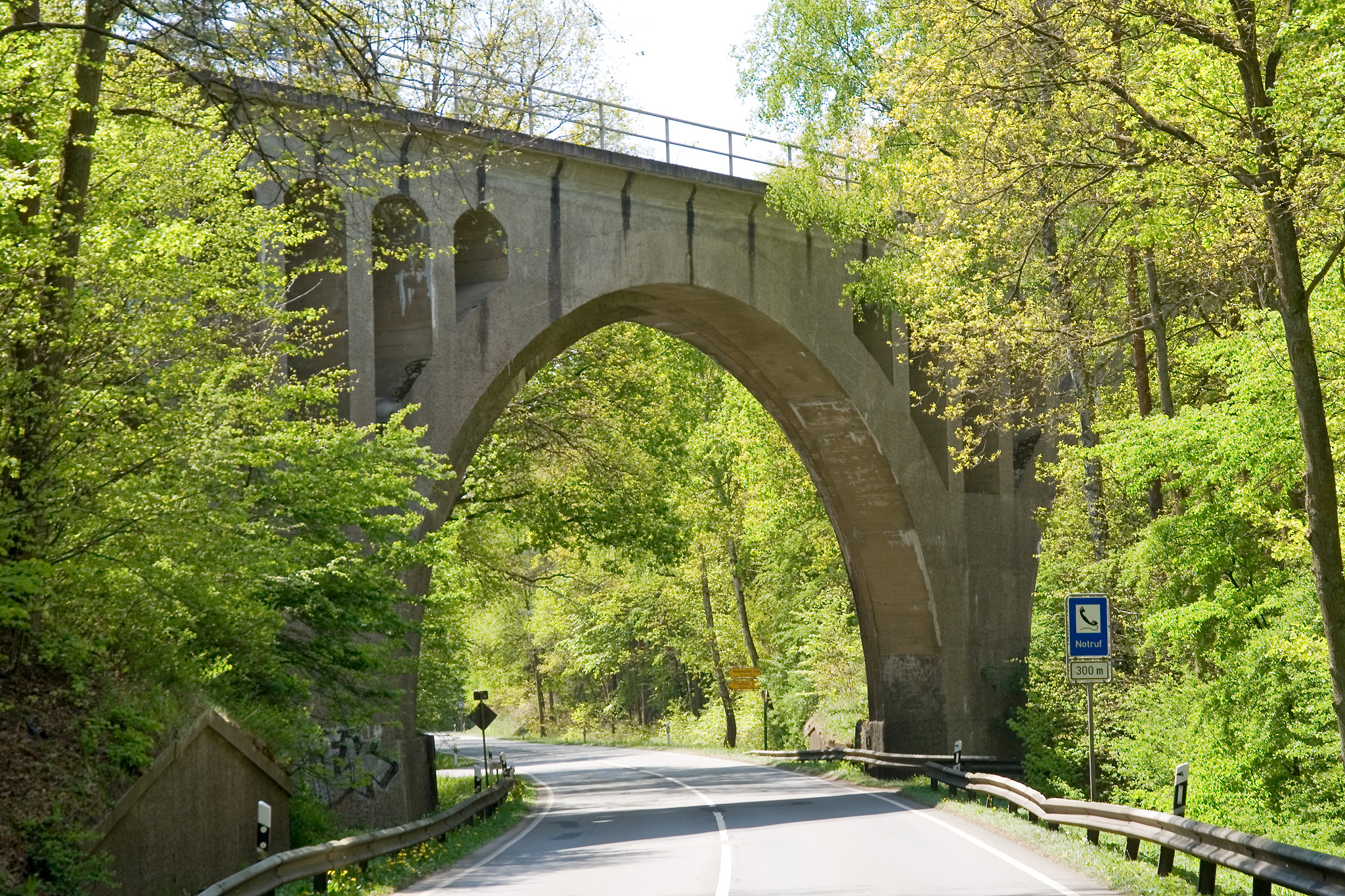
Järnvägsviadukt över B 191 nära Pudripp